# 足寄動物化石博物館
足寄動物化石博物館（あしょろどうぶつかせきはくぶつかん、Ashoro Museum of Paleontology）は、北海道足寄郡足寄町にある博物館。設置者は足寄町。

## 概要
1998年(平成10年)7月1日開館。足寄動物群（足寄町茂螺湾モラワンから産出する後期漸新世の海生哺乳類化石、束柱類と鯨類からなる）を基礎に、海生哺乳類の進化をテーマに開設された。

## 施設・展示
- 展示室
  - テーマ1:足寄動物化石群
  - テーマ2:謎の海岸生活者デスモスチルス
  - テーマ3:海に帰った哺乳類クジラ
  - テーマ4:足寄で見る地球の歴史
- 体験メニュー
  - 展示解説
  - 化石体験「レプリカづくり」
  - 化石体験「ミニ発掘」
- 売店

## 所在地・開館時間等
- 所在地 北海道足寄郡足寄町郊南1丁目29番25
- 開館時間 9:30～16:30
- 休館日 毎週火曜日（祝日の場合はその翌日）、12/30～1/6

## アクセス
- 自家用車：帯広市より約65km
- 道東自動車道足寄ＩＣから2km